# Lac Plétipi
Le lac Plétipi est un lac situé à Mont-Valin dans la région du Saguenay–Lac-Saint-Jean au Québec (Canada). Une partie du lac est également située à Lac-au-Brochet, dans la région de la Côte-Nord. Le lac est traversé par la rivière aux Outardes.

## Milieu naturel
En 2008, un projet de réserve de biodiversité est projeté au ministère du Développement durable, de l'Environnement et des Parcs du Québec. La réserve couvre une superficie de 1 733,3 km2 et comprend également les lacs Matonipi et Matonipis.

## Toponymie
« La première attestation du toponyme, qui exprime une certaine indécision graphique de la part du père Laure, se retrouve sur ses cartes en 1731-1732 soit «L. Peritibé» (1731) et «L. Piretibi» ou «L. des Perdrix» (1732).  Les variantes graphiques du nom du lac ont leur corollaire dans celles de la rivière : «Péritibistik» (1731) et «Peretibistik», «Piristibistik» (1732) ou «R. aux Outardes».  Suivant le père Vaillancourt, Piletipishtiku constituerait le nom montagnais actuel de la rivière aux Outardes.  Si les noms montagnais du lac et de la rivière sont apparentés, il n'en va pas de même de la signification, car les perdrix et les outardes – ou bernaches du Canada – mentionnées toutes deux par Pierre Boucher dans son Histoire véritable et naturelle...(1664), sont des espèces bien différentes ».

## Tourisme
La pourvoirie Plétipi propose de l'hébergement ainsi que des activités de pêche et de découverte près du lac.